# Butrus al-Bustani

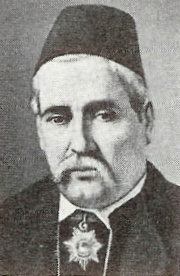
Butrus al-Bustani, Detail eines Porträts angefertigt vom Maler Daoud Corm

Butrus al-Bustani (arabisch بطرس البستاني, DMG Buṭrus al-Bustānī; * Januar 1819 in dem Dorf Dibbiyeh bei Beirut; † 1. Mai 1883 in Beirut) war ein libanesischer Schriftsteller, Dozent, Herausgeber und Philologe arabischer Sprache und ein bedeutender Vertreter der Nahda.

## Leben
Butrus al-Bustani entstammte einer maronitischen Familie im Dorf ad-Dibbiya bei al-Charrub im Mutesarriflik Libanonberg. Er besuchte zunächst eine christliche Schule in Ain Warqa, trat im Alter von 20 Jahren zum Presbyterianismus seiner amerikanischen Lehrer über und stellte sich als Sprachlehrer in den Dienst der amerikanischen Mission. Eli Smith und Cornelius van Dyck hatten in ihm einen Helfer bei der arabischen Übersetzung und Ausgabe ihrer Bibel.
Er gründete 1863 eine höhere Knabenschule, die al-Madrasa al-Wataniya (Nationalschule) in Beirut, und gab ab 1870 mehrere Zeitschriften und Zeitungen heraus, so die Literaturzeitschrift al-Dschinan oder die Zeitung Nafir al-Suriya. Butrus al-Bustani ist bekannt für die Herausgabe der ersten neuzeitlichen arabischsprachigen Enzyklopädie Muhit al-Muhit in sieben Bänden sowie als Autor eines arabischen Wörterbuches. Er war Autor vieler literarischer Werke.
Obwohl al-Bustani von westlichen Gelehrten ausgebildet worden war und die westliche Technologie schätzte, war er ein arabischer Nationalist. Sein Neffe war der osmanische Politiker und Historiker Süleyman el-Büstani.

## Schriften
- Muhit al-Muhit